# Ocna de Fier, Caraș-Severin
Ocna de Fier este satul de reședință al comunei cu același nume din județul Caraș-Severin, Banat, România.